# Ernst Dohm
Wilhelm Ernst Dohm, ursprungligen Elias Levy, född 24 maj 1819 i Breslau, död 5 februari 1883 i Berlin, var en tysk författare.
Dohm  studerade först filosofi och teologi med avsikten att bli evangelisk-luthersk präst. År 1849 blev han redaktör för Kladderadatsch och var länge en av de markantaste representanterna för tysk politisk satir. Dohm skrev även lustspel och respektlösa kåserier.
Hans hustru Hedwig Dohm verkade som författare i kvinnoemancipationens tjänst med tendensromaner och lustspel.